# Brión (Venezuela)

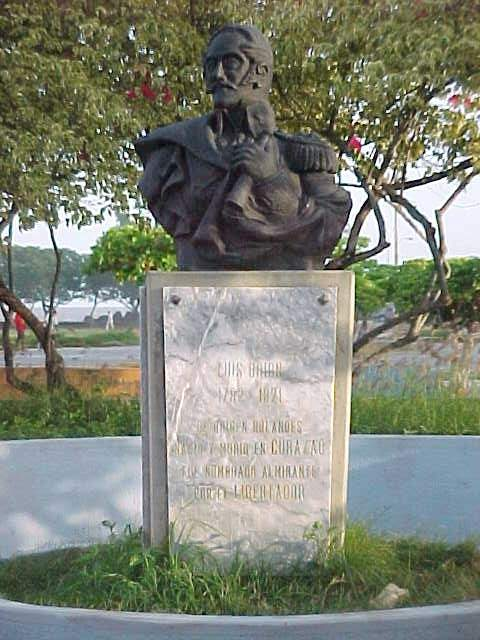
Plaza Brion em Higuerote

Brión é um dos 21 municípios que compõem o estado venezuelano de Miranda e, de acordo com uma estimativa populacional de 2007 do Instituto Nacional de Estatística da Venezuela, o município tem uma população de 56 699 habitantes. A cidade de Higuerote é a sede municipal do município de Brion.

## Demografia
O município de Brion, de acordo com uma estimativa populacional de 2007 do Instituto Nacional de Estatística da Venezuela, tem uma população de 56 699 (contra 48 976 em 2000). Isso equivale a 2% da população do estado. A densidade populacional do município é de 171,8 pessoas por milha quadrada (106,78/km2).